# Julie Covington
Julie Covington (Londres, 11 de septiembre de 1946) es una cantante y actriz británica, reconocida principalmente por grabar la versión original de la popular canción "Don't Cry for Me Argentina".

## Carrera
Covington nació en la ciudad de Londres y estudió en la secundaria de Brondesbury and Kilburn en Kilburn, un barrio londinense. En 1967 tuvo su gran oportunidad cuando fue invitada a hacer parte del elenco del programa de televisión del popular presentador David Frost.
Grabó su primer álbum, While The Music Lasts, en 1967. Su álbum homónimo de 1978 logró un éxito moderado en las listas del Reino Unido. Publicó su último álbum de estudio en el año 2000, titulado Julie Covington Plus. Colaboró en algunas bandas sonoras, entre las que destacan The Rocky Horror Show (1973), Evita: An Opera Based on the life of Eva Peron (1976) y Jeff Wayne's Musical Version of The War of the Worlds (1978).

## Discografía

### Álbumes de estudio
- While The Music Lasts (1967)
- The Party's Moving On (1969)
- The Beautiful Changes (1971)
- Julie Covington (1978)
- The Beautiful Changes Plus (1999)[1][3]
- Julie Covington Plus (2000)

### Bandas sonoras y colaboraciones
- Godspell: Original London Cast Recording (1972)
- The Adventures of Barry McKenzie (1972)
- Hey You! Songs from Play Away (1975)
- Evita: An Opera Based on the life of Eva Peron (1919–1952) (1976)
- Rock Follies (1976)
- The Mermaid Frolics (1977)
- Rock Follies of '77 (1977)
- Jeff Wayne's Musical Version of The War of the Worlds (1978)
- Guys and Dolls: National Cast Recording (1982)
- The Wildcliffe Bird (audio book) (1991)
- Guys and Dolls (1992)

### Sencillos
| Año  | Sencillo                                                      | Posición en las listas | Posición en las listas |
| Año  | Sencillo                                                      | Reino Unido            | Australia              |
| ---- | ------------------------------------------------------------- | ---------------------- | ---------------------- |
| 1970 | "The Magic Wasn't There, Tonight Your Love Is Over"           | -                      | -                      |
| 1970 | "The Way Things Ought To Be"                                  | -                      | -                      |
| 1972 | "Day by Day"                                                  | -                      | -                      |
| 1973 | "Two Worlds Apart"                                            | -                      | -                      |
| 1976 | "Don't Cry for Me Argentina"                                  | 1                      | 1                      |
| 1977 | "OK?" (con Rula Lenska, Charlotte Cornwell, Sue Jones-Davies) | 10                     | -                      |
| 1977 | "Only Women Bleed"                                            | 12                     | -                      |
| 1978 | "I Want to See the Bright Lights"                             | -                      | 58                     |
| 1982 | "Housewives' Choice"                                          | -                      | -                      |